# HD92385
HD92385 — хімічно пекулярна зоря спектрального класу B9, що має видиму зоряну величину в смузі V приблизно  6,7.
Вона  розташована на відстані близько 481,1 світлових років від Сонця.

## Фізичні характеристики
Телескоп Гіппаркос зареєстрував фотометричну змінність  даної зорі з періодом    0,55 доби в межах від  Hmin= 6,73 до  Hmax= 6,69.

## Пекулярний хімічний склад
Зоряна атмосфера HD92385 має підвищений вміст 
Si
.